# Dicliptera baphica
Dicliptera baphica är en akantusväxtart som först beskrevs av Spreng., och fick sitt nu gällande namn av Christian Gottfried Daniel Nees von Esenbeck. Dicliptera baphica ingår i släktet Dicliptera och familjen akantusväxter. Inga underarter finns listade i Catalogue of Life.